# كيدي بلازما 5
كيدي بلازما 5 (بالإنجليزية: KDE Plasma 5)‏ هي الإصدار الخامس لبيئة سطح المكتب بلازما من تطوير كيدي. سبقتها كيدي بلازما 4 وأصدرت في 15 يوليو 2014، واستمر تطويرها حتى إصدار كيدي بلازما 6 في 28 فبراير 2024.

## وصلات خارجية
- الموقع الرسمي